# George Marsaglia
George Marsaglia (ur. 1924 w Denver, zm. 15 lutego 2011 w Tallahassee) – amerykański matematyk i informatyk.

## Życiorys
Po ukończeniu szkoły średniej w Denver, wstąpił do Korpusu Powietrznego Armii Stanów Zjednoczonych. Wkrótce jednak rozpoczął studia na Uniwersytecie Stanu Kolorado, gdzie zdobył tytuł Bachelor of Science w zakresie fizyki. Następnie studiował na Uniwersytecie Stanu Ohio, gdzie uzyskał tytuł Master of Science z matematyki i w tej dziedzinie obronił pracę doktorską. Jako stypendysta Fundacji Fulbrighta studia kontynuował pod okiem Alana Turinga na Uniwersytecie w Manchesterze. Wykładał na Uniwersytecie Montany, Uniwersytecie Ranguńskim (w Birmie), Uniwersytecie Stanu Oklahoma i Uniwersytecie Karoliny Północnej. Następnie pracował dla firmy Boeing w Seattle, sprawując równocześnie funkcję profesora medycyny na Uniwersytecie Waszyngtonu. Później objął stanowisko kierownika szkoły informatyki na Uniwersytecie McGilla w Montrealu. W 1985 rozpoczął pracę w Instytucie Badawczym Obliczeń Superkomputerowych i na Wydziale Statystyki Uniwersytetu Stanu Floryda.
Prowadził pracę naukową w zakresie generowania liczb losowych; opracował serię testów statystycznych do testowania jakości generatorów liczb losowych, tzw. diehard tests.

## Wybrane prace
- George Marsaglia. Random Numbers Fall Mainly in the Planes. „Proc Natl Acad Sci USA”. 1, s. 25–28, Sept. 1968. 61. (ang.).
- George Marsaglia, Wai Wan Tsang. The Monty Python method for generating random variables. „Journal ACM Transactions on Mathematical Software (TOMS)”. 3, Sept. 1998. 24. DOI: 10.1145/292395.292453. (ang.).
- George Marsaglia, Wai Wan Tsang. The Ziggurat Method for Generating Random Variables. „Journal of Statistical Software”. 8, 2000. 5. (ang.).brak numeru strony